# Le Chastelain de Couci
Le Chastelain de Couci, in italiano Il Castellano di Couci, nell'ortografia francese moderna  Le Châtelain de Coucy (fl. XII-XIII secolo), è stato un troviero francese del XII secolo.
Potrebbe essere stato il Guy de Couci, castellano del Castello di Coucy dal 1186 al 1203.
Circa ventisei canzoni sono attribuite a lui, di cui quasi quindici o sedici considerate autentiche, molto vicine ai modelli provenzali originali, ma per grazia e semplicità peculiare dell'autore non ricadono nella categoria delle mere imitazioni. La leggenda dell'amore tra il Castellano di Coucy e la signora di Fayel, in cui vi figura un marito geloso che costringe sua moglie a mangiare il cuore del suo amante, non ha basi storiche e risale al romanzo de tardo XIII secolo di Jakemon Sakesep.
La storia, che sembra essere di origine bretone, è stata anche detta di un trovatore provenzale, Guilhem de Cabestaing e del minnesinger Reinmar von Brennenberg. Pierre de Belloy, il quale ci fornisce qualche notizia della famiglia di Couci, fa della storia il soggetto della sua tragedia Gabrielle de Vergy.